# 1983年国家领导人列表

## 非洲
- 阿尔及利亚：阿尔及利亚民主人民共和国
  - 总统：沙德利·本·杰迪德（1979年－1992年）
  - 总理：穆罕默德·本·艾哈迈德·阿卜杜勒·加尼（1979年－1984年）
- 安哥拉：安哥拉人民共和国
  - 总统：若泽·爱德华多·多斯桑托斯（1979年－2017年）
- 贝宁：贝宁人民共和国
  - 总统兼全国执行委员会主席：马蒂厄·克雷库（1972年－1991年）
- 博茨瓦纳：博茨瓦纳共和国
  - 总统：奎特·马西雷（1980年－1998年）
- 布隆迪：布隆迪共和国
  - 最高革命委员会主席、总统：让·巴蒂斯特·巴加扎（1976年－1987年）
- 喀麦隆：喀麦隆联合共和国
  - 总统：保罗·比亚（1982年至今）
- 佛得角：佛得角共和国
  - 总统：阿里斯蒂德斯·佩雷拉（1975年－1991年）
  - 总理：佩德罗·皮雷斯（1975年－1991年）
- 中非：中非共和国
  - 国家复兴军事委员会主席：安德烈·科林巴（1981年－1985年，1985年－1993年称总统）
- 乍得：乍得共和国
  - 总统：侯赛因·哈布雷（1982年10月－1990年）
- 科摩罗：科摩罗伊斯兰联邦共和国
  - 总统：艾哈迈德·阿卜杜拉（1978年－1989年）
  - 总理：阿里·姆鲁贾埃（1982年－1984年）
- 刚果（布）：剛果人民共和國
  - 总统：德尼·萨苏-恩格索（1979年－1992年）
  - 部长会议主席：德尼·萨苏-恩格索（1979年－1991年）
- 科特迪瓦（象牙海岸）：科特迪瓦共和国
  - 总统：费利克斯·乌弗埃-博瓦尼（1960年－1993年）
- 吉布提：吉布提共和国
  - 总统：哈桑·古莱德·阿普蒂敦（1977年－1999年）
  - 总理：巴尔卡特·古拉特·哈马杜（1978年－2001年）
- 赤道几内亚：赤道几内亚共和国
  - 总统：特奥多罗·奥比昂·恩圭马·姆巴索戈（1979年至今）
  - 总理：Cristino·塞里切·比奥科（1982年－1992年）
- 埃塞俄比亚：社会主义埃塞俄比亚
  - 临时军事行政委员会主席、部长会议主席：门格斯图·海尔·马里亚姆（1977年－1987年，1987年－1991年称总统）
- 加蓬：加蓬共和国
  - 总统：哈吉·奥马尔·邦戈（1967年－2009年）
  - 总理：莱昂·梅比亚梅（1975年－1994年）
- 冈比亚：冈比亚共和国
  - 总统：达乌达·贾瓦拉（1970年－1994年）
- 加纳：加纳共和国
  - 临时全国保卫委员会主席：傑瑞·羅林斯（1981年12月31日－1992年，1992年－2000年称总统）
- 几内亚：几内亚人民革命共和国
  - 总统：艾哈迈德·塞古·杜尔（1958年－1984年）
  - 总理：路易斯·兰萨纳·贝阿沃吉（1972年－1984年）
- 几内亚比绍：几内亚比绍共和国
  - 革命委员会主席：若奥·贝尔纳多·维埃拉（1980年－1984年，1984年－1994年称国务委员会主席，1994年－2009年称总统）
- 肯尼亚：肯尼亚共和国
  - 总统：丹尼尔·阿拉普·莫伊（1978年－2002年）
- 莱索托：莱索托王国
  - 国王：莫舒舒二世（1966年－1990年）
  - 首相：莱布阿·乔纳森（1966年－1986年）
- 利比里亚：利比里亚共和国
  - 总统：塞缪尔·多伊（1980年－1996年）
- 利比亚：阿拉伯利比亚人民社会主义民众国
  - 政治领袖（实际的最高领导人）：“九一”革命领导人：奥马尔·穆阿迈尔·卡扎菲（1969年9月1日－2001年）
  - 政府首脑：总人民委员会秘书：贾达拉·阿祖兹·塔勒希
- 马拉维：马拉维共和国
  - 总统：海斯廷斯·卡穆祖·班达（1966年－1994年）
- 马里：马里共和国
  - 总统兼总理：穆萨·特拉奥雷（1968年－1991年）
- 毛利塔尼亚：毛里塔尼亚伊斯兰共和国
  - 救国军事委员会主席：穆罕默德·库纳·乌尔德·海德拉（1980年－1984年）
  - 总理：马维亚·乌尔德·西德·艾哈迈德·塔亚（1981年－1984年）
- 毛里求斯：
  - 君主：英国女王伊丽莎白二世（1968年－1992年）
  - 总督：达延德拉内恩·布拉乔巴伊（1978年－1983年）
  - 总理：阿内罗德·贾格纳特（1982年－1995年）
- 摩洛哥：摩洛哥王国
  - 国王：穆莱·哈桑二世（1961年－1999年）
  - 首相：马蒂·布阿比德
- 莫桑比克：莫桑比克人民共和国
  - 总统：萨莫拉·莫伊塞斯·马谢尔（1975年－1986年）
- 尼日尔：尼日尔共和国
  - 国家元首、最高军事委员会主席：赛义尼·孔切（1974年－1987年）
- 尼日利亚：尼日利亚联邦共和国
  1. 总统：谢胡·沙加里（1979年－1983年）
  2. 最高军事委员会主席：穆罕默杜·布哈里（1983年－1985年）
- 卢旺达：卢旺达共和国
  - 总统兼政府首脑：朱韦纳尔·哈比亚利马纳（1973年－1994年）
- 圣多美和普林西比：圣多美和普林西比民主共和国
  - 总统：曼努埃尔·平托·达科斯塔（1975年－1991年）
- 塞内加尔：塞内加尔共和国
  - 总统：阿卜杜·迪乌夫（1981年－2000年）
  - 总理：
    1. 哈比卜·锡亚姆（1981年－1983年，1991年－1998年）
    2. 穆斯塔法·尼亚斯（1983年，之后职位取消至1991年）
- 塞舌尔：塞舌尔共和国
  - 总统：弗朗斯-阿尔贝·勒内（1977年－2004年）
- 塞拉利昂：塞拉利昂共和国
  - 总统：西亚卡·普罗宾·史蒂文斯（1972年－1985年）
- 索马里：索馬里民主共和國
  - 总统兼总理：穆罕默德·西亚德·巴雷（1969年－1991年）
- 南非：南非共和国
  - 总统：马雷·维尔容（1979年－1984年）
  - 总理：彼得·威廉·博塔（1979年－1984年）
- 苏丹：苏丹民主共和国
  - 总统兼总理：加法尔·穆罕默德·尼迈里（1969年－1985年）
- 斯威士兰：斯威士兰王国
  - 国王：
    1. 泽莉维皇后（1982年－1986年摄政）
    2. Sozisa Dlamini王子（1983年8月9日—8月18日代理摄政）
    3. Ntfombi女王（1983年8月18日—1986年4月25日摄政）

  - 首相：
    1. 马班德拉·弗雷德·德拉米尼（1979年－1983年）
    2. 贝金皮·德拉米尼（1983年－1986年）
- 坦桑尼亚：坦桑尼亚共和国
  - 总统：朱利叶斯·尼雷尔（1964年－1985年）
  - 总理：
    1. 克莱奥帕·姆苏亚（1980年－1983年）
    2. 爱德华·索科伊内（1983年－1984年）
- 多哥：多哥共和国
  - 总统：纳辛贝·埃亚德马（1967年－2005年）
- 突尼斯：突尼斯共和国
  - 总统：哈比卜·布尔吉巴（1957年－1987年）
  - 总理：穆罕默德·姆扎利
- 乌干达：乌干达共和国
  - 总统：阿波罗·米尔顿·奥博特（1966年－1971年，1980年－1985年）
  - 总理：Otema Alimadi（1980年－1985年）
- 上沃尔特（后更名为：布基纳法索）：上沃尔特共和国
  - 国家元首
    1. 临时救民委员会主席：让-巴蒂斯特·韦德拉奥果（1982年－1983年）
    2. 全国革命委员会主席：托马斯·桑卡拉（1983年－1987年）

  - 政府首脑：托马斯·桑卡拉（1983年）
- 扎伊尔（后更名为刚果（金））：扎伊尔共和国
  - 总统兼全国执行委员会主席：博托·塞塞·塞科·库库·恩关杜·瓦·扎·邦加（1972年－1997年）
- 赞比亚：赞比亚共和国
  - 总统：肯尼斯·戴维·卡翁达（1964年－1991年）
  - 总理：纳鲁米诺·蒙迪亚（1981年－1985年）
- 津巴布韦：津巴布韦共和国
  - 总统：卡南·巴纳纳（1980年－1987年）
  - 总理：罗伯特·穆加贝（1980年－1987年）

## 亚洲
- 阿富汗：阿富汗民主共和国
  - 阿富汗人民民主党总书记：巴布拉克·卡尔迈勒（1979年－1986年）
  - 革命委员会主席：巴布拉克·卡尔迈勒（1979年－1986年）
  - 部长会议主席：苏尔坦·阿里·凯什特曼德（1981年－1988年）
- 孟加拉国：孟加拉人民共和国
  - 国家元首：
    1. 军法管制首席执行官：艾尔沙德（1982年－1983年）
    2. 总统：艾尔沙德（1983年－1990年）

  - 总理：职位被取消（1982年-1984年）
- 不丹：不丹王国
  - 国王：吉格梅·辛格·旺楚克（1972年－2006年）
- 文莱：文莱苏丹国
  - 苏丹兼首相：哈桑纳尔·博尔基亚爵士（1967年至今）
- 缅甸：缅甸联邦社会主义共和国
  - 社会主义纲领党主席（实权控制）：吴奈温（1962年－1988年）
  - 总统兼国务委员会主席：山友（1981年－1988年）
  - 总理：吴貌（1977年－1988年）
- 中华人民共和国
  - 执政党 - 中国共产党：
    - 中央委员会总书记：胡耀邦（1980年－1987年）
    - 中央军事委员会主席：邓小平（1981年－1989年）

  - 国家元首 - 
    1. 全国人大常委会委员长：叶剑英（1978年－1983年）
    2. 国家主席：李先念（1983年－1988年）

  - 政府首脑 - 国务院总理：赵紫阳（1980年－1987年）
- 塞浦路斯：塞浦路斯共和国
  - 总统：斯皮罗斯·基普里亚努（1977年－1988年）
- 印度：印度共和国
  - 总统：吉亚尼·宰尔·辛格（1982年－1987年）
  - 总理：英迪拉·甘地（1980年－1984年）
- 印度尼西亚：印度尼西亚共和国
  - 总统：苏哈托（1967年3月12日－1998年5月21日）
- 伊朗：伊朗伊斯兰共和国
  - 最高领袖：大阿亚图拉鲁霍拉·穆萨维·霍梅尼（1979年－1989年）
  - 总统：阿里·哈梅内伊（1981年－1989年）
  - 总理：米爾-侯賽因·穆薩維（1981年－1989年）
- 日本：
  - 天皇：裕仁（年号昭和）（1926年－1989年）
  - 内阁总理大臣（首相）：中曾根康弘（1982年－1987年）
- 老挝：老挝人民民主共和国
  - 老挝人民革命党总书记：凯山·丰威汉（1955年3月－1991年3月）
  - 国家主席：苏发努冯（1975年12月8日－1991年8月15日）
  - 政府总理：凯山·丰威汉（1975年12月8日－1991年8月15日）
- 马来西亚
  - 国家元首：苏丹阿末沙（1979年－1984年）
  - 首相：马哈迪·莫哈末（1981年－2003年）
- 马尔代夫：马尔代夫共和国
  - 总统：穆蒙·阿卜杜勒·加尧姆（1978年11月11日－2008年）
- 蒙古：蒙古人民共和国
  - 蒙古人民革命党总书记：尤睦佳·泽登巴尔（1958年－1984年）
  - 大人民乌拉尔主席团主席：尤睦佳·泽登巴尔（1974年－1984年）
  - 部长会议主席：姜巴·巴特蒙赫（1974年－1984年）
- 朝鮮：朝鲜民主主义人民共和国
  - 朝鲜劳动党总书记：金日成（1949年－1994年）
  - 国家主席：金日成（1972年－1994年）
- 尼泊尔：尼泊爾王國
  - 国王：比兰德拉·比尔·比克拉姆·沙阿·德瓦（1972年－2001年）
  - 首相：
    1. 苏里雅·巴哈拉尔·塔帕（1979年－1983年）
    2. 洛肯德拉·巴哈杜尔·昌德（1983年－1986年）
- 韩国：大韩民国
  - 总统：全斗焕（1980年－1988年）
  - 国务总理：
    1. 金相浃（1982年9月21日－1983年10月14日）
    2. 陳懿鍾（1983年10月－1985年2月）
- 斯里兰卡：斯里兰卡民主社会主义共和国
  - 总统：朱尼厄斯·理查德·贾亚瓦尔德纳（1978年2月－1989年1月）
- 巴基斯坦：巴基斯坦伊斯兰共和国
  - 总统、军法管制首席执行官：穆罕默德·齐亚·哈克（1977年－1985年任军法管制首席执行官，1978年－1988年任总统）
- 菲律宾：菲律宾共和国
  - 总统：费迪南德·马科斯（1965年－1986年）
- 新加坡：新加坡共和国
  - 总统：蒂凡那（1981年－1985年）
  - 总理：李光耀（1959年－1990年）
- 泰国：泰王国
  - 国王：普密蓬·阿杜德（拉玛九世）（1946年6月至今）
  - 总理：炳·廷素拉暖（1980年3月－1988年7月）
- 中华民国
  - 总统：蒋经国（1978年－1988年）
  - 行政院长：孙运璇（1978年－1984年）
- 土耳其：土耳其共和国
  - 总统：凯南·埃夫伦（1982年11月－1989年10月）
  - 总理：
    1. 比伦特·乌卢苏（1980年9月－1983年12月）
    2. 图尔古特·厄扎尔（1983年12月－1987年12月）
- 越南：越南社会主义共和国
  - 越南共产党总书记：黎笋（1976年12月－1986年7月）
  - 国务委员会主席：长征（1981年7月－1987年6月）
  - 部长会议主席：范文同（1981年7月－1987年6月）

## 大洋洲
- 澳大利亚：澳大利亚联邦
  - 君主：英国女王伊丽莎白二世（1952年至今）
  - 总督：Sir Ninian Stephen（1982年－1989年）
  - 总理：
    1. 马尔科姆·弗雷泽（1975年－1983年）
    2. 鮑勃·霍克（1983年－1991年）
- 斐济
  - 君主：英国女王伊丽莎白二世（1970年－1987年10月）
  - 总督：
    1. 乔治·萨空鲍（1973年－1983年）
    2. 佩纳亚·加尼劳（1983年－1987年）

  - 总理：卡米塞塞·马拉（1970年－1987年4月）
- 基里巴斯：基里巴斯共和国
  - 总统：耶雷米亚·塔巴伊（1979年7月－1991年7月）
- 瑙鲁：瑙鲁共和国
  - 总统：哈默·德罗伯特（1968年1月31日－1976年12月，1978年－1986年9月）
- 新西兰
  - 君主：英国女王伊丽莎白二世（1952年至今）
  - 总督：戴维·斯图尔特·贝蒂（1980年－1985年）
  - 总理：罗伯特·马尔登（1975年－1984年）
- 巴布亚新几内亚
  - 君主：英国女王伊丽莎白二世（1975年至今）
  - 总督：
    1. 托尔·洛科洛科（1977年－1983年）
    2. 金斯福德·迪贝拉（1983年－1989年）

  - 总理：迈克尔·索马雷（1975年9月16日－1980年3月，1982年6月－1985年8月）
- 所罗门群岛
  - 君主：英国女王伊丽莎白二世（1978年至今）
  - 总督：巴德莱·德维西（1978年－1988年）
  - 总理：所罗门·马马洛尼（1981年8月31日－1984年10月，1989年2月－1993年5月，1994年11月－1997年8月）
- 汤加：汤加王国
  - 国王：陶法阿豪·图普四世（1965年12月起继位，1967年7月－2006年去世）
  - 首相：图伊佩莱哈克（1965年－1991年）
- 图瓦卢
  - 君主：英国女王伊丽莎白二世（1978年至今）
  - 总督：菲亚陶·彭尼塔拉·特奥（1978年－1986年）
  - 总理：托马西·保波（1981年－1989年）
- 瓦努阿图：瓦努阿图共和国
  - 总统：乔治·索科马努（1980年－1988年）
  - 总理：沃尔特·哈迪·利尼（1980年－1991年）
- 西萨摩亚：西萨摩亚独立国
  - 国家元首：马列托亚·塔努马菲利第二（1962年1月－2007年）
  - 总理：图普奥拉·埃菲（1976年3月－1982年2月，1982年9月－1982年12月）

## 欧洲
- 阿尔巴尼亚：阿尔巴尼亚社会主义人民共和国
  - 执政党：阿尔巴尼亚劳动党
    - 中央委员会第一书记：恩维尔·霍查（1944年－1985年）

  - 人民议会主席团主席：拉米兹·阿利雅（1982年－1991年）
  - 部长会议主席：阿迪尔·查尔查尼（1982年－1991年）
- 安道尔：安道尔公国
  - 国家元首：法国总统弗朗索瓦·密特朗（1981年－1995年）及西班牙乌盖尔地方主教：Joan·马提·阿拉尼斯（1971年－2003年）
  - 政府首脑（首相）：里瓦斯（1982年－1984年）
- 奥地利：奥地利共和国
  - 联邦总统：鲁道夫·基希施莱格（1974年－1986年）
  - 联邦总理：
    1. 布鲁诺·克赖斯基（1970年－1983年）
    2. 弗雷德·西诺瓦茨（1983年－1986年）
- 比利时：比利时王国
  - 国王：博杜安（1951年－1993年）
  - 首相：维尔弗里德·马尔滕斯（1979年－1981年3月，1981年9月－1992年）
- 保加利亚：保加利亚人民共和国
  - 保加利亚共产党总书记：托多尔·日夫科夫（1954年－1989年）
  - 国务委员会主席：托多尔·日夫科夫（1971年－1989年）
  - 部长会议主席：格里沙·菲利波夫（1981年－1986年）
- 捷克斯洛伐克：捷克斯洛伐克社会主义共和国
  - 捷克斯洛伐克共产党总书记：古斯塔夫·胡萨克（1969年4月－1987年12月）
  - 总统：古斯塔夫·胡萨克（1975年5月－1989年12月）
  - 联邦政府总理：卢博米尔·什特劳加尔（1970年1月28日－1988年10月10日）
- 丹麦：丹麦王国
  - 女王：玛格丽特二世（1972年至今）
  - 首相：保罗·施吕特（1982年－1993年）
- 芬兰：芬兰共和国
  - 总统：毛诺·科伊维斯托（1982年－1994年）
  - 总理：卡莱维·索尔萨（1972年－1975年，1977年－1979年，1982年－1987年）
- 法国：法兰西共和国
  - 总统：弗朗索瓦·密特朗（1981年－1995年）
  - 总理：皮埃尔·莫鲁瓦（1981年－1984年）
- 西德：德意志联邦共和国
  - 总统：卡尔·卡斯滕斯（1979年－1984年）
  - 联邦总理：赫尔穆特·科尔（1982年－1998年）
- 東德：德意志民主共和国
  - 德国统一社会党总书记：埃里希·昂纳克（1971年－1989年）
  - 国务委员会主席：埃里希·昂纳克（1976年－1989年）
  - 部长会议主席：维利·斯多夫（1976年－1989年）
- 希腊：希腊共和国
  - 总统：康斯坦蒂诺斯·卡拉曼利斯（1980年5月－1985年3月，1990年5月－1995年3月）
  - 总理：安德烈亚斯·帕潘德里欧（1981年10月21日－1989年6月，1993年10月－1996年6月）
- 匈牙利：匈牙利人民共和国
  - 执政党：匈牙利社会主义工人党
    - 中央第一书记：卡达尔·亚诺什（1956年10月25日－1988年5月）

  - 人民共和国主席团主席：洛松齐·帕尔（1967年－1987年）
  - 部长会议主席（总理）：拉扎尔·捷尔吉（1975年－1987年）
- 冰岛：冰岛共和国
  - 总统：维格迪丝·芬博阿多蒂尔（1980年8月－1996年6月）
  - 总理：
    1. 古纳尔·托罗德森（1980年－1983年）
    2. 斯坦格里姆·赫尔曼松（1983年－1987年）
- 爱尔兰
  - 总统：帕特里克·希勒里（1976年－1990年）
  - 总理：加勒特·菲茨杰拉德（1982年12月－1987年）
- 意大利：意大利共和国
  - 总统：亚历山德罗·佩尔蒂尼（1978年－1985年）
  - 总理：
    1. 阿明托雷·范范尼（1982年－1983年）
    2. 贝蒂诺·克拉克西（1983年－1987年）
- 列支敦士登：列支敦士登公国
  - 大公：弗朗茨·约瑟夫二世（1938年－1989年）
  - 首相：汉斯·布律纳尔（1978年－1993年）
- 卢森堡：卢森堡大公国
  - 大公：让（1964年－2000年）
  - 首相：皮埃尔·维尔纳（1979年－1984年）
- 马耳他：马耳他共和国
  - 总统：阿加莎·芭芭拉（1982年－1987年）
  - 总理：多姆·明托夫（1971年－1984年）
- 摩纳哥：摩纳哥公国
  - 亲王：兰尼埃三世（1949年－2005年）
  - 首相：Jean Herly（1981年－1985年）
- 荷兰：荷兰王国
  - 女王：贝娅特丽克丝（1980年－2013年）
  - 首相：吕德·吕贝尔斯（1982年－1994年）
- 挪威：挪威王国
  - 国王：奥拉夫五世（1957年－1991年）
  - 首相：科勒·伊萨赫森·维洛克（1981年－1986年）
- 波兰：波兰人民共和国
  - 波兰统一工人党第一书记：沃伊切赫·雅鲁泽尔斯基（1981年－1989年）
  - 国务委员会主席：亨里克·雅布翁斯基（1972年－1985年）
  - 部长会议主席：沃伊切赫·雅鲁泽尔斯基（1981年－1985年）
- 葡萄牙：葡萄牙共和国
  - 总统：安东尼奥·拉马尔霍·埃亚内斯（1976年6月－1986年）
  - 总理：
    1. 弗朗西斯科·何塞·平托·巴尔塞芒（1981年－1983年）
    2. 马里奥·苏亚雷斯（1983年－1985年）
- 罗马尼亚：罗马尼亚社会主义共和国
  - 罗马尼亚共产党总书记：尼古拉·齐奥塞斯库（1965年3月－1989年12月）
  - 总统：尼古拉·齐奥塞斯库（1974年3月－1989年12月）
  - 总理：伊利耶·维尔德茨康斯坦丁·德斯克列斯库（1982年－1989年）
- 圣马力诺：圣马力诺共和国
  - 执政官：
    1. 里贝罗·巴鲁利和毛里奇奥·戈比（1982年10月1日－1983年3月31日）
    2. 阿德里亚诺·雷菲和马西莫·罗伯托·罗西尼（1983年4月1日－1983年9月30日）
    3. 伦佐·兰奇和杰尔马诺·德·比亚吉（1983年10月1日－1984年3月31日）
- 西班牙：西班牙王国
  - 国王：胡安·卡洛斯一世（1975年11月至今）
  - 首相：费利佩·冈萨雷斯（1982年－1996年）
- 瑞典：瑞典王国
  - 国王：卡尔十六世·古斯塔夫（1973年至今）
  - 首相：奥洛夫·帕尔梅（1969年－1976年，1982年－1986年）
- 瑞士：瑞士联邦
  - 联邦主席兼联邦委员会主席：皮埃尔·奥贝尔（1983年）
- 英国：大不列颠及北爱尔兰联合王国
  - 女王：伊丽莎白二世（1952年至今）
  - 首相：玛格丽特·撒切尔（1979年－1990年）
- 苏联：苏维埃社会主义共和国联盟
  - 苏联共产党总书记：尤里·安德罗波夫（1982年11月-1984年2月）
  - 最高苏维埃主席团主席：
    1. 瓦西里·瓦西里耶维奇·库兹涅佐夫（1982年－1983年）
    2. 尤里·安德罗波夫（1983年－1984年）

  - 部长会议主席：尼古拉·亚历山德罗维奇·吉洪诺夫（1980年10月－1985年9月）
- 梵蒂冈：梵蒂冈城国
  - 教皇：约翰·保罗二世（1978年－2005年）（波兰籍）
  - 国务卿：阿戈斯蒂诺·卡萨罗利枢机主教（1979年－1990年）
- 南斯拉夫：南斯拉夫社会主义联邦共和国
  - 执政党：南斯拉夫共产主义者联盟
    - 中央主席团主席：

    1. 米特亚·里比契奇（1982年－1983年）
    2. 德拉戈斯拉夫·马尔科维奇（1983年－1984年）

  - 联邦共和国主席团主席：
    1. 佩塔尔·斯坦鲍利奇（1982年－1983年）
    2. 米卡·什皮利亚克（1983年－1984年）

  - 联邦执行委员会主席：米尔卡·普拉宁茨（1982年－1986年）

## 中东地区
- 巴林：巴林国
  - 埃米尔：伊萨·本·萨勒曼·阿勒哈利法（1971年－1999年）
  - 首相：哈利法·本·萨勒曼·阿勒哈利法（1970年－2020年）
- 埃及：阿拉伯埃及共和国
  - 总统：穆罕默德·胡斯尼·穆巴拉克（1981年－2011年）
  - 总理：Ahmad Fuad Mohieddin（1982年－1984年）
- 伊拉克：伊拉克共和国
  - 总统：萨达姆·侯赛因（1979年7月16日－2003年4月9日）
- 以色列：
  - 总统：
    1. 伊扎克·纳冯（1978年－1983年）
    2. 哈伊姆·赫尔佐格（1983年－1993年）

  - 总理：
    1. 梅纳赫姆·贝京（1977年－1983年）
    2. 伊扎克·沙米尔（1983年－1984年）
- 约旦：约旦哈希姆王国
  - 国王：侯赛因·伊本·塔拉勒（1952年8月继位，1953年5月加冕至1999年）
  - 首相：穆达尔·巴德兰（1980年－1984年）
- 科威特：
  - 国家元首：埃米尔贾比尔·艾哈迈德·萨巴赫（1977年12月－2006年）
  - 首相：萨阿德·阿卜杜拉·萨利姆·萨巴赫（1978年－2003年）
- 黎巴嫩：黎巴嫩共和国
  - 总统：阿明·杰马耶勒（1982年9月21日－1989年）
  - 总理：沙菲克·瓦赞（1980年－1984年）
- 卡塔尔：
  - 埃米尔兼大臣会议首相：哈利法·本·哈马德·阿勒萨尼（1972年2月－1995年6月）
- 阿曼：阿曼苏丹国
  - 苏丹：卡布斯·本·赛义德（1970年－2020年）
- 南也门：也门民主人民共和国
  - 最高人民委员会主席团主席：阿里·纳赛尔·穆罕默德（1980年－1986年）
  - 总理：阿里·纳赛尔·穆罕默德（1971年－1985年）
- 北也门：阿拉伯也门共和国
  - 总统：阿里·阿卜杜拉·萨利赫（1978年－1990年）
  - 总理：

  1. 阿卜杜勒·卡里姆·埃里亚尼（1980年－1983年）
  2. 阿卜杜勒·阿齐兹·阿卜杜勒·加尼（1983年－1990年）

## 北美及加勒比海地区
- 安提瓜和巴布达
  - 君主：英国女王伊丽莎白二世（1981年至今）
  - 总督：维尔弗雷德·康沃尔
  - 总理：维尔·康沃尔·伯德（1981年11月1日－1994年3月）
- 巴哈马：巴哈马联邦
  - 君主：英国女王伊丽莎白二世（1952年至今）
  - 总督：杰拉尔德·卡什（1979年－1988年）
  - 总理：林登·平德林（1967年－1992年）
- 巴巴多斯
  - 君主：英国女王伊丽莎白二世（1952年至今）
  - 总督：戴维·沃德（1976年－1984年）
  - 总理：约翰·迈克尔·杰弗里·亚当斯（1976年－1985年）
- 伯利兹
  - 君主：英国女王伊丽莎白二世（1981年至今）
  - 总督：米尼塔·戈登
  - 总理：乔治·普赖斯（1981年9月21日－1984年12月，1989年9月－1993年6月）
- 加拿大
  - 君主：英国女王伊丽莎白二世（1952年至今）
  - 总督：爱德华·施赖尔（1979年－1984年）
  - 总理：皮埃尔·特鲁多（1980年－1984年）
- 古巴：古巴共和国
  - 古巴共产党第一书记：菲德尔·卡斯特罗·鲁斯（1965年－2011年）
  - 国务委员会主席兼部长会议主席：菲德尔·卡斯特罗·鲁斯（1976年－2008年）
- 多米尼加联邦
  - 总统：奥里利厄斯·玛丽
  - 总理：玛丽·尤金尼娅·查尔斯（1980年7月－1995年6月）
- 多米尼加共和国
  - 总统：萨尔瓦多·豪尔赫·布兰科（1982年8月－1986年）
- 萨尔瓦多：萨尔瓦多共和国
  - 国家元首兼政府首脑（临时总统）：阿尔瓦罗·马加尼亚（1982年－1984年）
- 格林纳达
  - 君主：英国女王伊丽莎白二世（1974年至今）
  - 总督：保罗·戈德温·斯库恩（1978年－1992年）
  - 总理：

  1. 莫里斯·毕晓普（1979年3月－1983年）
  2. 伯纳德·科尔德（1983年10月14日－10月19日）
  3. 革命军事委员会主席：哈德森·奥斯丁（1983年10月19日－10月25日）
  4. 临时咨询委员会主席：尼古拉斯·布拉斯韦特（1983年－1984年）
- 海地：海地共和国
  - 总统：让-克洛德·杜瓦利埃（1971年－1986年）
- 牙买加
  - 君主：英国女王伊丽莎白二世（1974年至今）
  - 总督：弗罗里泽尔·格林斯波尔
  - 总理：爱德华·菲利普·乔治·西加（1980年10月－1989年）
- 特立尼达和多巴哥：特立尼达和多巴哥共和国
  - 总统：埃利斯·克拉克（1976年－1987年）
  - 总理：乔治·钱伯斯（1981年－1986年）
- 美国：美利坚合众国
  - 总统：罗纳德·里根（1981年－1989年）
- 墨西哥：墨西哥合众国
  - 总统：米格尔·德拉马德里（1982年－1988年）

## 南美洲
- 阿根廷：阿根廷共和国
  - 总统：
    1. 雷纳尔多·比尼奥内（1982年－1983年）
    2. 劳尔·阿方辛（1983年－1989年）
- 玻利维亚：玻利维亚共和国
  - 总统：埃尔南·西莱斯·苏亚索（1982年－1985年）
- 巴西：巴西联邦共和国
  - 总统：若昂·巴普蒂斯塔·菲格雷多（1979年－1985年）
- 智利：智利共和国
  - 总统：奥古斯托·皮诺切特·乌加特（1974年－1990年）
- 巴拉圭：巴拉圭共和国
  - 总统：阿尔弗雷多·斯特罗斯纳（1954年－1989年）
- 秘鲁：秘鲁共和国
  - 总统：费尔南多·贝朗德·特里（1980年－1985年）
  - 总理：曼努埃尔·武略亚·埃利亚斯（1980年－1985年）
- 哥伦比亚：哥伦比亚共和国
  - 总统：
    1. 胡利奥·塞萨尔·图尔瓦伊·阿亚拉（1978年－1982年）
    2. 贝利萨里奥·贝坦库尔·夸尔塔斯（1982年－1986年）
- 厄瓜多尔：厄瓜多尔共和国
  - 总统：奥斯瓦尔多·乌尔塔多（1981年－1984年）
- 乌拉圭：
  - 总统：格雷戈里奥·阿尔瓦雷斯（1981年－1985年）